# Noršinci
Noršinci (węg. Újtölgyes) – wieś w Słowenii, gmina Moravske Toplice. 1 stycznia 2017 liczyła 240 mieszkańców.